# Bernard Morys
Bernard Antoni Morys (ur. 30 lipca 1926 w Hajdukach Wielkich) – polski piłkarz występujący na pozycji napastnika i obrońcy.

## Kariera piłkarska
Karierę piłkarską Morys rozpoczął w czasie II wojny światowej. W latach 1941–1944 trenował w Bismarckhütter SV, które zostało powołane przez niemieckie władze okupacyjne w miejsce Ruchu Chorzów w listopadzie 1939 roku. W 1947 roku Morys grał we Fraserburgh FC, po czym wrócił do kraju i zasilił w tym samym roku Ruch. Dla „Niebieskich” występował do 1951 roku. W tym czasie wywalczył z klubem awans do I ligi, zdobył mistrzostwo za wygrany Puchar Polski (1951) i wicemistrzostwo kraju (1950) oraz trzecie miejsce w mistrzostwach Polski (1948). W I lidze Morys zadebiutował 30 maja 1948 roku w wygranym 13:1 meczu z Widzewem Łódź, zaś pierwsza bramkę strzelił w tymże spotkaniu. W 1952 roku przeniósł się do występującego wówczas w II lidze, Górnika Zabrze. Pierwszą bramkę dla „Trójkolorowych” zdobył 20 kwietnia 1952 roku w wygranym 2:4 meczu z Concordią Knurów. W sezonie 1952 przez reorganizację II ligi, w której zredukowano liczbę klubów biorących udział w rozgrywkach z czterdziestu do czternastu, Górnik został zdegradowany do III ligi. Morys kontynuował grę w „Trójkolorowych” do końca 1953 roku. Następnie przeniósł się do Unii Oświęcim i reprezentował ją do końca piłkarskiej kariery. Według źródeł, w 1958 roku wyjechał do Francji.

## Statystyki

### Klubowe w latach 1948–1951
| Sezon | Klub         | Liga   | Liga krajowa | Liga krajowa | Puchar Polski | Puchar Polski | Łącznie | Łącznie |
| Sezon | Klub         | Liga   | meczów       | bramek       | meczów        | bramek        | meczów  | bramek  |
| ----- | ------------ | ------ | ------------ | ------------ | ------------- | ------------- | ------- | ------- |
| 1948  | Ruch Chorzów | I Liga | 13           | 2            | –             | –             | 13      | 2       |
| 1949  | Ruch Chorzów | I Liga | 12           | 1            | –             | –             | 12      | 1       |
| 1950  | Ruch Chorzów | I Liga | 3            | 0            | –             | –             | 3       | 0       |
| 1951  | Ruch Chorzów | I Liga | 4            | 1            | 1             | 0             | 5       | 1       |
| Razem | Razem        | Razem  | 32           | 4            | 1             | 0             | 33      | 4       |

## Sukcesy

### Ruch Chorzów
- Mistrzostwo Polski w sezonie 1951
- Wicemistrzostwo Polski w sezonie 1950
- 3. miejsce mistrzostw Polski w sezonie 1948
- Puchar Polski w sezonie 1951